# Черкезу
Черкезу (рум. Cerchezu) — село у повіті Констанца в Румунії. Адміністративний центр комуни Черкезу.
Село розташоване на відстані 173 км на схід від Бухареста, 58 км на південний захід від Констанци.

## Населення
За даними перепису населення 2002 року у селі проживали 558 осіб, з них 557 осіб (99,8%) румунів. Усі жителі села рідною мовою назвали румунську.